# ロボク
ロボク（蘆木、学名：Calamites、カラミテス）は、石炭紀に栄え、石炭とともに見出される化石としてのみ知られる木本様植物（属）である。現生のトクサ類に近縁で、高さ約80センチメートルぐらいの木であった。リンボクなどとともに沼沢地に群生していたと考えられる。現生の蘆（アシ）のような形をしていたため蘆木（ロボク）と呼ばれている。

## 特徴
幹にはタケのような「節」があり、そこに茎と25本ほどの細長い葉が輪生し、茎の先端の胞子穂に胞子を作って繁殖した。幹には二次木部を形成したが、幹や茎は現生トクサ類と同じく中空で、二次篩部はなかった。幹が折れたり破れたりすると樹脂で埋められることがあり、これは化石にもよく見られる。またこの時代の樹木としての唯一の特徴として、胞子による有性生殖だけでなく、地下茎を横に伸ばし、これによって無性生殖することもできた。
ペルム紀後期に絶滅したが、その頃現生のトクサ科に含まれる種が発生した。現生トクサ類でも数メートルになるものもあるが、木ではなく草本に分類される。